# Abbenrode
Abbenrode este un cartier al comunei Nordharz din landul Saxonia-Anhalt, Germania. Până în 2009 a fost o comună .